# When the Sun Goes Down (álbum de Kenny Chesney)
When the Sun Goes Down é um álbum de estúdio do cantor Kenny Chesney.